# Batman Returns
Batman Returns (Brasil: Batman: O Retorno / Portugal: Batman Regressa) é um filme norte-americano, baseado no personagem Batman da DC Comics, produzido e dirigido por Tim Burton. O diretor já havia dirigido o primeiro Batman em 1989, mas não tinha interesse em dirigir outro filme do personagem. No entanto, Daniel Waters escreveu um roteiro que deixou Burton interessado; Burton contratou Wesley Strick para fazer algumas mudanças no roteiro, excluindo os personagens de Robin e Harvey Dent, e reescrevendo o clímax.
O elenco apresenta Michael Keaton reprisando o papel principal, com Danny DeVito como o Pinguim e Michelle Pfeiffer como Mulher-Gato. As filmagens começaram em Burbank, Califórnia, em junho de 1991. Sua estreia aconteceu no dia 19 de junho de 1992.
Teve recepção positiva, embora o tom sombrio tenha sido criticado. Batman Returns tem atraído um status bem proveniente entre os fãs devido ao seu desenho de produção e o tom sombrio. Por exemplo, o diretor de animação Satoshi Kon citou como um dos seus 100 filmes favoritos. A revista Empire elegeu Batman O Retorno o sétimo melhor filme de super-heróis de todos os tempos no cinema, e o segundo melhor filme do Batman, perdendo somente para Batman O Cavaleiro das Trevas de 2008.

## Enredo
O filme começa mostrando uma mansão, onde um bebê filho de um casal de ricos aristocratas, os Cobblepots, nasce com uma estranha deformidade em seu nariz, além de portar sindactilia nos dedos das mãos, deixando seus pais horrorizados, que mais tarde o jogam dentro de uma cesta no rio de Gotham City. O rio o leva para os esgotos de Gotham, e a cesta vai parar nos encanamentos da ala "Arctic World" onde ficavam os pinguins de um zoológico abandonado. Mais tarde seria revelado que um grupo de artistas de um circo de horrores chamado "Triângulo Vermelho" encontraram o bebê junto aos pinguins que ainda viviam no local, e ele foi criado pelos circenses que o usaram como uma das aberrações no circo, chamada de "O Garoto Ave Aquática", devido às deformidades em seu nariz e suas mãos que lembravam um bico e nadadeiras de pinguim (este fato é revelado sutilmente no filme, em uma cena onde Bruce Wayne investigava reportagens antigas, sobre o envolvimento do circo em casos de crianças desaparecidas em Gotham). Trinta e três anos após o bebê ter sido abandonado, já adulto e conhecido como "O Pinguim", ele ressurge na superfície da cidade de Gotham, e chantageia o milionário Max Shreck , com provas de seus crimes corporativos, para ajudá-lo a descobrir a identidade de seus pais, e descobrir seu verdadeiro nome, Oswald Cobblepot. Mais tarde o Pinguim "resgata" o filho do prefeito, quando ele é sequestrado por um criminoso, que foi mandado secretamente pelo próprio Pinguim, o que faz dele uma figura heroica entre o povo de Gotham City. Quando o "ato de bravura" de Pinguim se torna uma grande notícia na cidade, Shreck arma um plano para tirar o prefeito de Gotham City do poder, e eleger Cobblepot em seu lugar, a fim de consolidar seu controle sobre a cidade e completar o projeto da usina, em que ele vem trabalhando. O Batman descobre que o Pinguim e sua gangue do circo, "Triângulo Vermelho", são responsáveis por vários desaparecimentos de crianças. Enquanto isso, Shreck joga sua secretária, Selina Kyle, do alto do prédio de sua empresa, após ela ter descoberto a verdadeira natureza de seus planos: construir uma usina nuclear para sugar a energia de Gotham.
Selina sobrevive a queda, mas a pancada em sua cabeça causa um surto psicótico, e muda sua personalidade. Agora influenciada pelo seu amor por gatos e livre de qualquer restrições sociais ou morais, Selina volta para casa e projeta um traje de couro que lembra um gato, tornando-se a "Mulher-Gato" e focando vingança contra seu chefe Max Shreck pelos seus diversos crimes impunes. Selina, entretanto, se apaixona pelo alter-ego do Batman, Bruce Wayne. Mais tarde uma parceria é feita entre a Mulher-Gato e o Pinguim, onde os dois se unem em um plano para livrar Gotham do Batman. Depois do Batman expor ao povo um CD com uma gravação que mostra a verdadeira face do vilão Pinguim, suas chances políticas são arruinadas, e o Pinguim monta um ataque para matar todas as crianças primogênitas de Gotham, filhas das pessoas que estão em uma festa da alta sociedade. Pinguim também sequestra Shreck quando este pede para ser levado no lugar de seu filho Chip. Batman atrapalha novamente os planos de Oswald quando impede que seu exército formado por pinguins com mísseis amarrados em suas costas cheguem à cidade. Shreck consegue sair da gaiola em que estava preso sobre o esgoto, mas é confrontado tanto pelo Batman quanto pela Mulher-Gato. Batman tenta convencer Mulher-Gato a poupar a vida de Shreck e entregá-lo a polícia, retirando sua máscara e mostrando sua identidade secreta, mas Shreck puxa uma arma e atira no Batman, e em seguida começa a disparar tiros contra a Mulher-Gato. Em um último esforço em parar Shreck, a Mulher-Gato provoca uma explosão elétrica, e aparentemente sacrifica sua própria vida para matar Shreck. O Pinguim, tendo sido mortalmente ferido durante a luta dele contra o Batman, morre por conta de seus ferimentos e é levado por seus pinguins pelas águas do esgoto.
Algum tempo depois, Bruce está andando de carro a noite ao redor da cidade com o seu mordomo Alfred Pennyworth como motorista. Ele pensa ter visto a sombra de Selina em uma parede. Alfred para o carro, mas Bruce percebe que sua busca por Selina foi em vão quando não encontra ninguém no local. No entanto, ele encontra o gato de estimação de Selina. Mas quando ele leva o gato com ele e vai embora, a câmera vai até o topo da cidade, entre os prédios. E enquanto a luz do Bat-Sinal aparece acima do céu noturno, a Mulher-Gato surge em um telhado, olhando para ele.

## Elenco
- Michael Keaton como Bruce Wayne / Batman: Continuando a sua missão como o único protetor de Gotham City, em sua vigília, ele conhece Selina Kyle, e entra em confrontos com a nova anti-heroína conhecida como Mulher-Gato. Sua situação se complica devido à chegada de um misterioso "Homem Pinguim" desonrando inteiramente Gotham.
- Danny DeVito como Oswald Cobblepot / Pinguim: Devido à sua aparência horrível, foi abandonado por seus pais aristocráticos no dia do seu nascimento. Agora ele passa sua vida vivendo nos esgotos de Gotham City, e suas reais intenções são de persuadir a cada filho primogênito aristocrático da cidade por vingança contra seus pais terem abandonado-o quando ainda era um bebê.
- Michelle Pfeiffer como Selina Kyle / Mulher-Gato: Anteriormente uma quieta e tímida secretaria de Max Shreck, Selina se transforma na Mulher-Gato depois de um ataque contra sua vida. Ela se torna um interesse romântico para Bruce Wayne e um adversário mortal para Batman.
- Christopher Walken como Max Shreck: Um magnata dos negócios poderoso e cruel, egoísta, sádico, implacável e irracional que serve como chefe de Selina Kyle e um aliado incomum para o pinguim. Ele procura construir uma usina nuclear para deixar Gotham de joelhos, para que possa guardar todo o dinheiro para si.
- Michael Gough como Alfred Pennyworth: O mordomo fiel de Bruce Wayne.
- Michael Murphy como O Prefeito: O prefeito impopular de Gotham cuja posição é contestada pelo Pinguim, a pedido de Max Shreck.
- Cristi Conaway como A Princesa de Gelo: Ela é sequestrada e, eventualmente, morta pelo Pinguim.
- Andrew Bryniarski como Charles "Chip" Shreck: O filho de Max Shreck e seu braço direito.
- Pat Hingle como James Gordon: O comissário de polícia de Gotham City.

Vincent Schiavelli e Anna Katarina retrataram as assistentes do Pinguim. Paul Reubens e Diane Salinger, que também apareceram em Pee-wee's Big Adventure de Burton, tiveram aparições rápidas como os pais de Pinguim. Elizabeth Sanders, a esposa do co-criador do Batman, Bob Kane, fez uma aparição rápida como um dos cidadãos de Gotham.

## Produção
Depois do sucesso de Batman, Warner Bros. queria uma continuação, apesar de Tim Burton estar meio relutante. Enquanto Burton dirigia Edward Scissorhands para a 20th Century Fox, o roteirista do primeiro filme, Sam Hamm escreveu as duas primeiras versões do roteiro, com o criador de Batman, Bob Kane, como consultor criativo. No roteiro de Hamm, o Pinguim e a Mulher-Gato procuravam tesouros escondidos.
Quando a Warner garantiu controle criativo, Burton trouxe Daniel Waters - roteirista de Heathers, que ele tinha originalmente trazido para uma continuação de Beetlejuice - para reescrever o texto de Hamm. Waters introduziu a "sátira social" de um magnata maligno apoiando   uma campanha de prefeito do Pinguim - inspirado em episódios da série televisiva dos anos 60 - porque "queria mostrar que os vilões verdadeiros de nosso mundo não vestem fantasias." Waters escreveu cinco versões de seu roteiro, mudando a Mulher-Gato de uma caracterização de fetiches para "o ponto mais baixo da sociedade, uma secretária derrubada",  e deletou o personagem de Harvey Dent - que Hamm implantou, mas apenas aludia a uma transformação futura. Originalmente, Max Shreck era irmão do Pinguim, mas Waters resolveu excluir.
Wesley Strick foi chamado por Burton para uma revisão não-creditada, e declarou que quando assumiu o roteiro o Pinguim não tinha um plano maior. A Warner sugeriu aquecer ou congelar Gotham City (o que depois apareceria em Batman & Robin), mas Strick se inspirou nos paralelos de Moisés, que assim como o Pinguim tinha sido jogado no rio quando bebê, fazendo o Pinguim querer matar os primogênitos de Gotham. Strick deletou Robin - que seria um mecânico negro, interpretado por Marlon Wayans - por excesso de personagens.
Michael Keaton retornou depois que seu roteiro foi aumentado para US$10 milhões. Annette Bening foi escolhida para a Mulher-Gato depois de Burton vê-la em The Grifters, mas desistiu devido a uma gravidez. Raquel Welch, Ellen Barkin, Jennifer Jason Leigh, Madonna, Ellen Barkin, Cher, Bridget Fonda e Susan Sarandon competiram pelo papel, e Sean Young, a primeira opção para Vicki Vale no primeiro filme, chegou a visitar a produção em uma fantasia de Mulher-Gato para pedir o papel. Burton eventualmente escolheu Michelle Pfeiffer, que ele não conhecia bem, mas causou boa impressão no primeiro encontro de ambos. Pfeiffer recebeu um salário de US$3 milhões (2 a mais que Bening) e uma porcentagem da bilheteria, e aprendeu kickboxing para o papel. Waters desconfiava que Danny DeVito seria o Pinguim, já que "para um baixinho nocivo, é uma lista curta", e escreveu-o com DeVito em mente.
As filmagens começaram em Junho de 1991. Os maiores estúdios de Hollywood, Stage 16 da Warner Bros. - usado para Gotham Plaza, baseado no Rockefeller Center de Nova York - e Stage 12 da Universal Studios - o esconderijo do Pinguim, que usava um tanque de água enorme. Oito outros locais do lote de estúdio da Warner foram usados, tornando mais de 50% do local com cenários de Gotham. Burton fez questão que os pinguins se sentissem confortáveis, com refrigeração nos sets, um trailer refrigerado, uma piscina, gelo e peixe fresco. A Warner manteve uma campanha de segredo, com o departamento de arte fechando suas cortinas, e equipe e elenco usando um título falso, Dictel, em seus crachás. O orçamento foi de US$65 milhões na produção e mais US$15 milhões em publicidade. A cena final da Mulher-Gato observando o Bat-Sinal não estava no roteiro, sendo filmada na pós-produção. A Warner acreditava que a personagem devia sobreviver para voltar em um filme futuro. Pfeiffer estava indisponível e foi substituída por uma dublê.

## Trilha sonora
A trilha instrumental de Batman Returns foi composta por Danny Elfman. A trilha sonora também inclui a canção "Face to Face", escrita por Elfman e interpretada por Siouxsie & the Banshees, utilizada para promover o filme antes de seu lançamento. Duas versões do videoclipe foram feitas (a segunda continha trechos do filme) e uma versão club, remixada por 808 State, foi lançada. Elfman adicionou refrão ao tema principal deixando-o similar mas não tão obscuro como o original.

## Vídeo
Batman Returns foi lançado em VHS e Laserdisc em outubro de 1992. No Brasil, o lançamento em VHS se deu no dia 6 de novembro de 1992. A primeira vez que o filme foi lançado em DVD foi cinco anos depois, em 1997, pouco depois da estreia do formato; era um lançamento em um disco, sem material bônus e, na versão brasileira (Região 4), sem áudio dublado, somente legendas; no entanto, era possível assistir ao filme em widescreen e em fullscreen.
Coincidindo com o lançamento de Batman Begins em DVD em 2005, a Warner Home Video dediciu dar novo tratamento aos DVDs dos quatro filmes originais de Batman e foram criadas edições especiais desses filmes. A edição especial de Batman Returns contém vídeo e áudio restaurado, uma faixa de áudio Dolby Digital remasterizada, uma nova faixa DTS e um segundo disco somente de material bônus. Cada título está disponível individualmente ou como parte de um box com os quatro filmes da era Burton/Schumacher.
O lançamento da Região 2 não contém o comentário do diretor (apesar de estar listado na embalagem) e também é censurado. Mesmo contendo a seqüência com o nunchaku, cortada no lançamento original naquela região, a cena em que a Mulher-Gato coloca latas de aerossol no microondas permenece cortada. O DVD também sofre de uma falha no áudio.
Em abril de 2010, o filme foi lançado em Blu-Ray.

## Lançamento
Batman Returns foi lançado nos Estados Unidos em 19 de junho  de 1992, ganhando 45.690 mil dólares em 2644 cinemas em sua semana de estreia. Esta foi a maior semana de estreia em 1992 e a maior semana de estreia de qualquer filme a esse ponto. O filme faturou 162,83 milhões de dólares na América do Norte e US $  104 milhões em países estrangeiros, chegando a um total mundial de 266,83 milhões de dólares. Batman Returns foi o terceiro filme de maior bilheteria na América em 1992, e o sexto maior no total em todo o mundo. O filme foi declarado um sucesso financeiro, mas a Warner Bros sentiu o filme deveria ter sido mais bem sucedido. A "reação dos pais", criticou Batman Returns pela sua violência e referências sexuais que eram inadequadas para crianças. O McDonald acabou desistindo de vender o McLanche Feliz para o filme. Burton respondeu, "Eu gosto de Batman Returns, é melhor do que o primeiro.  Havia essa repercussão grande que estava muito sombrio, mas eu achei este filme muito menos sombrio."

### Reação crítica
47 opiniões foram coletadas pelo Rotten Tomatoes, 79% dos críticos avaliaram o filme positivamente.
Janet Maslin no The New York Times considerou que "Sr. Burton cria um mundo perverso de desajustados, todos eles prestados com a mistura de simpatia, horror e diversão que se tornou marca registrada deste diretor." Ela descreveu Michael Keaton como mostrar "seriedade apropriada", Danny DeVito como "transmitir entusiasmo", Christopher Walken como "maravilhosamente afável", Michelle Pfeiffer como "cativante ... feroz e sedutora", desenho de produção de Bo Welch como "deslumbrante", cinematografia de Stefan Czapsky como "fresco", e roteiro de Daniel Waters como "forte".
Peter Travers escreveu no Rolling Stone: "Burton usa o filme mais explosivo e divertido do verão para nos levar de volta para as trevas libertador dos sonhos." Ele elogiou as performances: "Pfeiffer dá a este vingador feminista um núcleo duro de inteligência e sagacidade, ela é uma fascinação clássica ... O herói Michael Keaton é maníaco e depressivo continua a ser uma criação extremamente rica e o mutante Danny DeVito é Pinguim - um balão de barriga de Richard III com um reino de aberrações no esgoto - é tão hilariantemente distorcido como o Coringa de Jack Nicholson e ainda mais rápido com a esperteza ".

### Prêmios e indicações
| Sociedade que concede       | Prêmio                             | Candidato                                                | Resultado |
| --------------------------- | ---------------------------------- | -------------------------------------------------------- | --------- |
| Academy Awards              | Melhor Efeitos Visuais             | Michael L. Fink, Craig Barron, John Bruno, Dennis Skotak | Indicado  |
| Academy Awards              | Melhor Maquiagem                   | Ve Neill, Ronnie Specter, Stan Winston                   | Indicado  |
| British Film Academy Awards | Melhor Maquiagem e Cabelo (BAFTAs) | Ve Neill, Stan Winston                                   | nomeação  |
| British Film Academy Awards | Melhores Efeitos Especiais         | Michael L. Fink, Craig Barron, John Bruno, Dennis Skotak | nomeação  |
| BMI Film & TV Awards        | Broadcast Music Incorporated       | Danny Elfman                                             | vencedor  |
| Framboesa de Ouro           | Pior Ator Coadjuvante              | Danny DeVito                                             | nomeação  |
| Hugo Awards                 | Melhor Apresentação Dramática      |                                                          | nomeação  |
| MTV Movie Awards            | Melhor Beijo                       | Michael Keaton, Michelle Pfeiffer                        | nomeação  |
| MTV Movie Awards            | Melhor Vilão                       | Danny DeVito                                             | nomeação  |
| MTV Movie Awards            | Mulher mais Desejável              | Michelle Pfeiffer                                        | nomeação  |
| Saturn Awards               | Melhor Filme de Fantasia           |                                                          | nomeação  |
| Saturn Awards               | Melhor Diretor                     | Tim Burton                                               | nomeação  |
| Saturn Awards               | Melhor Ator Coadjuvante            | Danny DeVito                                             | nomeação  |
| Saturn Awards               | Melhor Maquiagem                   | Stan Winston, Ve Neill                                   | vencedor  |
| Saturn Awards               | Melhor Figurino                    | Bob Ringwood, Mary E. Vogt, Vin Burnham                  | nomeação  |

### Sequências
Batman Returns foi o último filme do Batman que contou com Tim Burton e Michael Keaton como diretor e ator principal, respectivamente. No filme seguinte, Batman Forever, a Warner Bros decidiu ir em uma direção mais "leve" para ser mais popular no processo de um filme de família. Burton não tinha interesse em voltar a dirigir uma continuação, mas ele permaneceu como produtor e foi substituído na direção por Joel Schumacher.
Enquanto a Warner Bros trabalhava em Batman Forever em Junho de 1993, um spin-off para a personagem Mulher-Gato foi anunciado. Michelle Pfeiffer iria reprisar seu papel e sua personagem foi cortada para aparecer em Batman Forever, porque teria seu próprio filme. Burton estaria retornando como diretor, enquanto o produtor Denise Di Novi e o escritor Daniel Waters também retornariam ao spin-ff Catwoman juntamente com Burton. Em janeiro de 1994, Burton não tinha certeza de seus planos para dirigir Catwoman ou uma adaptação de The Fall of the House of Usher. Em 6 de junho de 1995, Waters mostrou seu roteiro para Mulher-Gato a Warner Bros, no mesmo dia que Batman Forever foi lançado. Burton ainda estava sendo cortejado para dirigir. Waters brincou, "transforma-lo em um Batman Forever pode não ser a minha melhor jogada logística, em que é uma celebração e diversão do Batman para toda a família. O roteiro de Catwoman não é definitivamente um divertimento para toda a família ". O filme ficou em desenvolvimento durante anos, com Pfeiffer sendo substituída por Ashley Judd. O filme acabou se tornando o criticamente negativo Catwoman (2004), estrelado por Halle Berry.